# Ádám Kristóf Karl
Ádám Kristóf Karl (né le 9 septembre 1999 à Budapest) est un coureur cycliste hongrois.

## Palmarès et résultats

### Palmarès par année
- 2016
  - 2e du championnat de Hongrie du contre-la-montre juniors
  - 2e du championnat de Hongrie sur route juniors
- 2017
  -  Champion de Hongrie sur route juniors
  -  Champion de Hongrie du contre-la-montre juniors
- 2020
  - Ronde de Montauroux
  - 3e du Trofeu Joan Escolà
- 2021
  -  Champion de Hongrie du contre-la-montre espoirs
- 2022
  - 2e étape d'In the footsteps of the Romans
  - 3e d'In the footsteps of the Romans

### Classements mondiaux
| Année           | 2019   | 2020   |
| --------------- | ------ | ------ |
| UCI Europe Tour | 1 401e | 1 163e |